# Abbaye de Thorney
L'abbaye Sainte-Marie-et-Saint-Botulphe de Torney est un ancien monastère bénédictin situé dans le village de Thorney au Royaume-Uni.

## Histoire
Érigée vers 970 à l'emplacement d'un ancien ermitage du VIIe siècle, l'abbaye est dissoute par Henri VIII d'Angleterre en 1539. Seule l'abbatiale, transformée en église paroissiale, subsiste de nos jours.

## Saints liés à l'abbaye
De nombreux saints ont été enterrés et vénérés dans l’abbaye au cours de l'Âge sombre :
- Albinus de  Thorney
- Athwulf de Thorney
- Benoît Biscop
- Botwulf de Thorney
- Cissa de Crowland
- Herefrith de Thorney
- Huna de Thorney
- Inicium
- Tancrède, Torthred et Tova
- Wihtred de Thorney